# Швеція на зимових Олімпійських іграх 1928

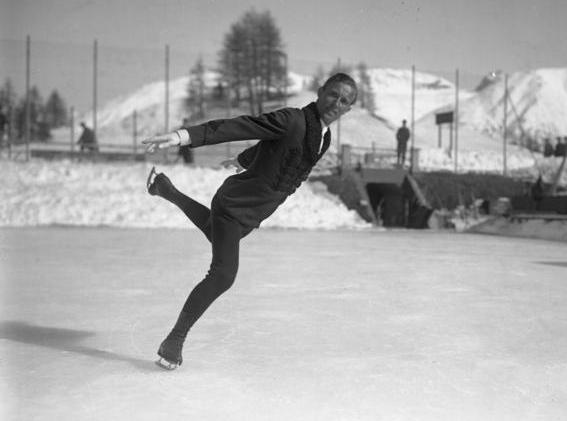
Олімпійський чемпіон Їлліс Графстрем

Швеція брала участь у Зимових Олімпійських іграх 1928 року у Санкт-Моріці (Швейцарія) удруге за свою історію, і завоювала дві золоті, дві срібні та одну бронзову медалі. Країну представляли 24 спортсмени у 6 видах спорту.

## Золото
- Фігурне катання, чоловіки — Їлліс Графстрем.
- Лижні перегони, чоловіки — Пер-Ерік Гедлунд.

## Срібло
- Хокей, чоловіки.
- Лижні гонки, чоловіки — Густав Юнссон.

## Бронза
- Лижні перегони, чоловіки — Вольгер Андерссон.